# Jacek Grelowski
Jacek Grelowski (ur. 1 sierpnia 1942 w Żabnie, zm. 14 września 2017 w Warszawie) – polski reżyser i scenarzysta filmów dokumentalnych, dziennikarz telewizyjny.

## Życiorys
W 1971 roku ukończył Studium Dziennikarskie Uniwersytetu Warszawskiego, natomiast w latach 1974–1975 studiował w Zaocznym Wyższym Studium Zawodowym Realizacji Telewizyjnych Programów Dziennikarskich Państwowej Wyższej Szkoły Filmowej w Łodzi. Był autorem filmów dokumentalnych oraz programów telewizyjnych o tematyce ekologicznej, reklamowej i biograficznej. Należał do Oddziału Warszawskiego Stowarzyszenia Dziennikarzy Polskich.
Został pochowany na cmentarzu parafialnym w Mielcu przy ul. Sienkiewicza.

## Nagrody
- 1989 – Nagroda ZOO w Łodzi na Międzynarodowym Festiwalu Filmów Przyrodniczych im. Włodzimierza Puchalskiego w Łodzi dla filmu „Parki narodowe zagrożone”
- 1994 – Grand Prix na Ogólnopolskim i Międzynarodowym Festiwal Filmów Ekologicznych im. Macieja Łukowskiego „Ekofilm” w Nowogardzie za film „Ostoja pana Jana”